# Tratado de fronteira entre Bolívia e Chile de 1866
O Tratado de Fronteira entre a República do Chile e a República da Bolívia de 1866 é um tratado internacional assinado em 10 de agosto de 1866 na cidade de Santiago do Chile, como o culminar de uma longa disputa territorial entre os dois países pelo deserto do Atacama, que datava de 1842. Por este tratado, a linha de fronteira entre a Bolívia e o Chile foi fixada no paralelo 24°S e foi estabelecido que entre os paralelos 23°S e 25°S os Estados signatários partilhariam igualmente os lucros do guano e da mineração.
Pouco depois da conclusão deste tratado, surgiram diversas dificuldades na sua aplicação, o que originaria novos litígios. Em 1872, ambos os países procuraram resolver os problemas do tratado através de um acordo complementar, o chamado acordo Lindsay-Corral. O acordo foi aprovado pelo Chile mas nunca pela Bolívia, devido à influência do Peru, país com o qual assinaria um tratado de aliança em 1873.
Os interesses econômicos que estes três países tinham pelos recursos da região ofuscaram as relações. Apesar disso, Bolívia e Chile finalmente conseguiram chegar a um entendimento com um novo tratado em 1874, cuja violação pela Bolívia em 1878 desencadeou a Guerra do Pacífico em 1879.